# Лукшина, Мария Дмитриевна
Мари́я Дми́триевна Лукшина́ (в девичестве Цици́лина; 7 апреля 1932, Новая Усмань — 17 апреля 2014, Воронеж) — советская шоссейная велогонщица, выступала за сборную СССР в начале 1950-х — конце 1960-х годов. Обладательница бронзовой медали чемпионата мира, многократная чемпионка всесоюзных и всероссийских первенств в групповых, командных и раздельных гонках. На соревнованиях представляла спортивное общество «Спартак», заслуженный мастер спорта.

## Биография
Родилась 7 апреля 1932 года в селе Новая Усмань Воронежской области, воспитывалась приёмными бездетными родителями Дмитрием Семёновичем и Агафьей Дмитриевной Цицилиными. В молодости работала бухгалтером в швейной артели «Красная армия», активно заниматься шоссейным велоспортом начала в возрасте семнадцати лет, когда впервые приняла участие в районных и областных соревнованиях, одержав на них уверенные победы. Проходила подготовку в воронежском добровольном спортивном обществе «Спартак».
Первого серьёзного успеха на всесоюзном уровне добилась в 1953 году, став чемпионкой СССР в шоссейной групповой гонке. Впоследствии неоднократно завоёвывала титул чемпионки всесоюзного первенства в групповой дисциплине (1953—1955, 1959, 1960), была чемпионкой в командной гонке (1965) и в индивидуальной гонке с раздельным стартом (1960). Пять раз выигрывала Спартакиады народов СССР, в том числе три раза в групповых гонках (1959, 1963, 1967) и дважды в раздельных (1963, 1967). Помимо этого, одержала победу в групповых и командных соревнованиях на III Международных дружеских спортивных Играх молодежи в Москве в 1957 году.
В 1958 году благодаря череде удачных выступлений Лукшина удостоилась права защищать честь страны на чемпионате мира во французском Реймсе, откуда привезла награду бронзового достоинства, уступив в групповой гонке лишь представительнице Люксембурга Эльзи Якобс и соотечественнице Тамаре Новиковой. Оставалась действующей спортсменкой вплоть до 1973 года, после чего перешла на тренерскую работу, занималась подготовкой талантливых велогонщиков в родном воронежском «Спартаке». Много раз участвовала в ветеранских соревнованиях велосипедистов, в частности, является чемпионкой мира среди ветеранов 1993 года. За выдающиеся спортивные достижения удостоена почётного звания «Заслуженный мастер спорта СССР».
В 1962 году окончила Воронежский государственный педагогический университет. Была замужем за Николаем Лукшиным, который тоже состоял в сборной Советского Союза по шоссейному велоспорту, а позже стал спортивным механиком. Есть сын Сергей. Почётный гражданин Новой Усмани.
Умерла 17 апреля 2014 года в Воронеже.